# 1 Million kontant
1 Million kontant er en amerikansk stumfilm fra 1918 af George Loane Tucker.

## Medvirkende
- Mabel Normand som Arabella Flynn
- Tom Moore som Jack Forsythe
- J. Herbert Frank som Signor Rodrigues
- Rita Dane som Luella
- Norah Sprague